# سودا (نوشیدنی)

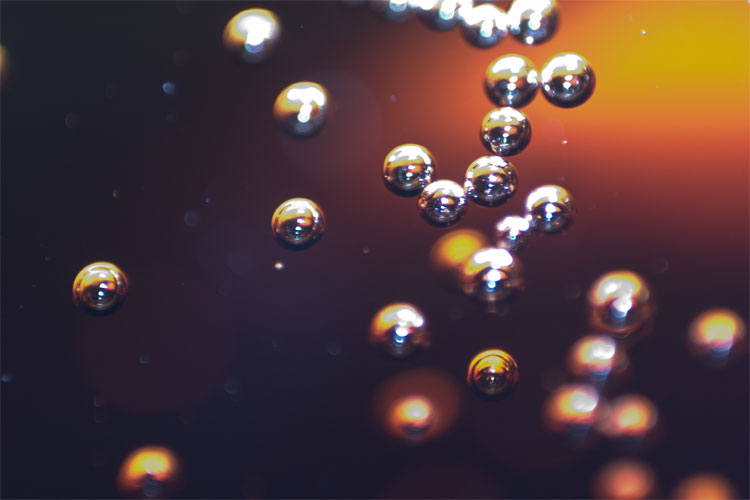
حباب‌های کربن دی‌اکسید در سودا

سودا یا آب گازدار یا آب کربناته، آبی است که در آن کربن دی‌اکسید، تحت فشار حل شده باشد. آب گازدار یکی از مواد اولیه برای ساخت نوشابه‌های گازدار است. سودا در صورت تمایل  با آب‌میوه یا نوشیدنی الکلی مخلوط و مصرف می‌شود و یا به تنهایی نوشیده می شود. در ایران کارخانهٔ زمزم یکی از کارخانه‌هایی است که حق تولید سودا را داراست.
از سودا جهت ساخت نوشیدنی‌های متفاوت در کافی‌شاپ‌ها یا مهمانی‌های مجلل نیز استفاده می‌شود. همچنین در برخی رستوران‌های فرنگی از سودا برای فعال کردن حالت تخمیری در بنیه (مایه خمیری برای سوخاری) هم استفاده می‌شود. بر اساس مطالعات، سودا در جهان هر ساله بالغ بر ۵۰ میلیارد دلار خرید و فروش دارد.
نوشابه‌های گازدار باعث اسیدی شدن بدن می‌شوند که مهم‌ترین عارضهٔ آنی آن احساس خستگی و مهم‌ترین عارضهٔ مزمن آن، پوکی استخوان است.